# Donato Bravo Izquierdo
Donato Ermelindo Bravo Izquierdo (Coxcatlán, Puebla; 5 de noviembre de 1890 - Ciudad de México, 23 de agosto de 1971) fue un militar mexicano que participó en la Revolución mexicana. 
Sus padres fueron José María Bravo Olmos y María Aurelia Izquierdo Vega, su nacimiento se registró bajo la Partida 42, del Libro de Nacimientos de 1890 presente en el Registro Civil de Coxcatlán. Representó al Estado de México como diputado al Congreso Constituyente de 1917. En 1920, se unió a Álvaro Obregón y se mantuvo a su lado cuando éste se opuso a Venustiano Carranza. Se destacó en sus campañas contra los rebeldes en la década de 1920.
En 1928, fue gobernador provisional de Puebla y luego jefe de la 3a. Comisión Inspectora del Ejército Mexicano. Alcanzó el grado de general de división. Fue diputado y senador por su estado natal en varias ocasiones y fue autor de una obra autobiográfica titulada Un soldado del pueblo. También sirvió en Portugal como parte del equipo consular.